# Chris Ferrie
Chris Ferrie (* 30. Januar 1983 in Ontario) ist ein kanadischer Physiker, Mathematiker und Sachbuchautor.

## Leben und Wirken
Ferrie wurde in Ontario geboren und studierte an der University of Waterloo in Waterloo, Ontario, Kanada, an der er seinen BSC in Mathematical Physics und seinen Master in Applied Mathematics ablegte. Danach promovierte er 2012 in mathematischer Physik über Some Theory and Applications of Probability in Quantum Mechanics an der University of Waterloo.
Von 2013 bis 2014 arbeitete er als Postdoctoral Fellow am Center for Quantum Information and Control der University of New Mexico. Von 2015 bis 2017 war er Postdoctoral Research Associate, und seit 2017 ist er als Dozent am Centre for Quantum Software and Information der University of Technology in Sydney tätig. In Deutschland wurde er als Verfasser der Buchreihe Baby-Universität für Kleinkinder bekannt, die in deutscher Übersetzung im Loewe-Verlag erschienen.
Ferrie ist verheiratet und Vater von vier Kindern.

## Veröffentlichungen (Auswahl)

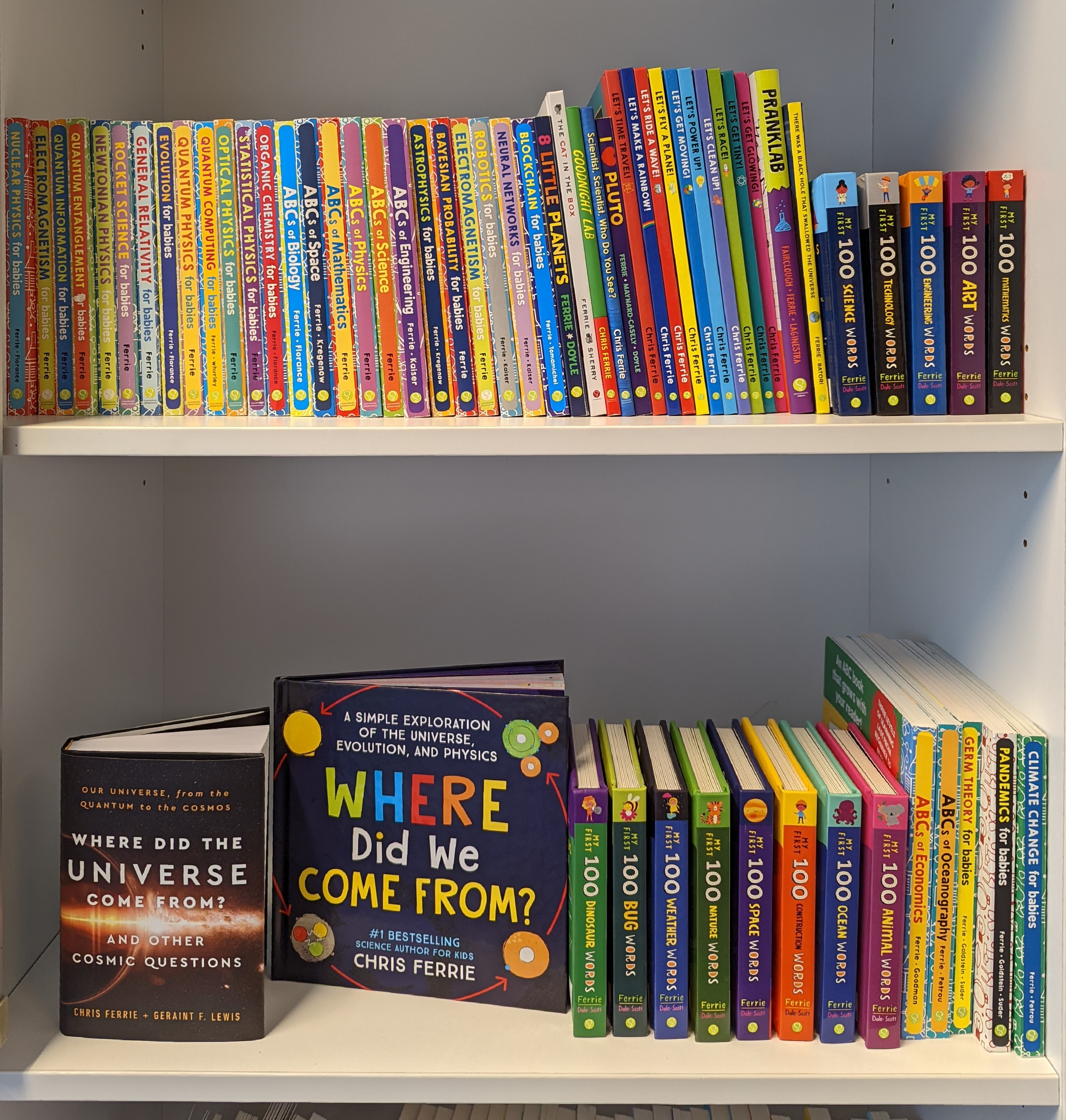
Ein Bücherregal voller Bücher von Chris Ferrie

- 2017: Rocket Science for Babies (Baby University), Sourcebooks Jabberwocky, ISBN 978-1-4926-5625-8[8]
  - 2019: Baby-Universität – Raketenwissenschaft für Babys, Loewe Verlag, ISBN 978-3-7432-0370-9
- 2017: General Relativity for Babies (Baby University), Sourcebooks Jabberwocky, ISBN 978-1-4926-5626-5[8]
  - 2019: Baby-Universität – Allgemeine Relativitätstheorie für Babys, Loewe Verlag, ISBN 978-3-7432-0373-0
- 2017: Evolution for Babies (Baby University), Sourcebooks Jabberwocky, ISBN 978-1-4926-7115-2[8]
  - 2019: Baby-Universität – Evolution für Babys, Loewe Verlag, ISBN 978-3-7432-0371-6
- 2017: Quantum Physics for Babies (Baby University), Sourcebooks, ISBN 978-1-4926-5622-7[8]
  - 2019: Baby-Universität – Baby-Universität – Quantenphysik für Babys, Loewe Verlag, ISBN 978-3-7432-0372-3